# Ahwahneechee
Awani (Yosemite, Ahwaneechee, Ahwahneechee, Ah-wah-nee-chee) /Ahwahneechee, "dwellers in Ahwahnee", dolazi od Ahwahnee, što je bio naziv za dolinu u kojoj su živjeli, = "place of the gaping mouth", a dolazi po tome što zidovi u dolini nalikuju na razjapljena medvjeđa usta/, pleme američkih Indijanaca porodice Moquelumnan, uže grupe Southern Miwok, nastanjeno u vrijeme dolaska prvih bijelaca u dolini Yosemite, na području današnjeg okruga Mariposa u Kaliforniji. Njihova populacija u tadašnje vrijeme iznosila je oko 450 a imali su sljedeća sela: Awani, Hokokwito, Kumaini, Lesamaiti, Macheto, Notontidula, Sakaya i Wahaka.
Sami sebe Awani su nazivali Ahwahneechee, a svoju dolinu Ahwahnee, a značenje mu je “People of Ahwahnee”. Naziv Yosemite prema Powersu unakaženi je oblik od indijanskog uzumaiti, u značenju  'grizzly bear' , naziv koji oni nisu koristili ni za sebe, niti da bi označili dolinu u kojoj su živjeli. Na ovom području do svoga progonstva živjeli su oko 4,000 godina. Najpoznatiji poglavica bio im je Tenaya.

## Vanjske poveznice
- Awani Indian Tribe History
- Yosemite Indians (Ahwahneechee “People of Ahwahnee”)